# 社会教育法
社会教育法（しゃかいきょういくほう、昭和24年6月10日法律第207号）は、行政機関が振興する社会教育に関する日本の法律である。

## 概要
社会教育法は、教育基本法（平成18年法律第120号）の精神に則り、社会教育に関する国及び地方公共団体の任務を明らかにすることを目的としている。 社会教育法は、学校教育法で定める学校の教育課程として行われる教育活動を除いた組織的な教育活動を法律上の社会教育として定義し、各種の事項を規定している。

## 構成
- 第1章 - 総則
- 第2章 - 社会教育主事及び社会教育主事補
- 第3章 - 社会教育関係団体
- 第4章 - 社会教育委員
- 第5章 - 公民館
- 第6章 - 学校施設の利用
- 第7章 - 通信教育

## 専門的教育職員
- 社会教育主事

## 関連する法令の体系
- 日本国憲法
  - 教育基本法
    - 社会教育法
      - 生涯学習の振興のための施策の推進体制等の整備に関する法律
      - 図書館法
      - 博物館法

    - 学校教育法
      - 学校図書館法